# بتمبورگ
بتمبورگ (به لوکزامبورگی: Beetebuerg) یک شهرداری در استان اش-سور-الزت کشور لوکزامبورگ است که ۲۱٫۴۵ کیلومترمربع مساحت دارد و جمعیت آن در سال ۲۰۰۹ میلادی ۹۸۸۲ نفر بوده‌است.